# Phaegorista bicurvata
Phaegorista bicurvata är en fjärilsart som beskrevs av M.Gaede 1926. Phaegorista bicurvata ingår i släktet Phaegorista och familjen nattflyn. Inga underarter finns listade i Catalogue of Life.